# Serpoleskea
Serpoleskea är ett släkte av bladmossor som först beskrevs av Georg Ernst Ludwig Hampe och Karl Gustav Limpricht, och fick sitt nu gällande namn av Leopold Loeske. Serpoleskea ingår i familjen Amblystegiaceae.
Släktet innehåller bara arten Serpoleskea confervoides.